# Onthophagus waterhousei
Onthophagus waterhousei là một loài bọ cánh cứng trong họ Bọ hung (Scarabaeidae).